# 23975 Akran
23975 Akran este un asteroid din centura principală de asteroizi.

## Descriere
23975 Akran este un asteroid din centura principală de asteroizi. A fost descoperit pe 12 februarie 1999 la Socorro, New Mexico, în cadrul proiectului LINEAR. Asteroidul prezintă o orbită caracterizată de o semiaxă mare de 2,36 ua, o excentricitate de 0,13 și o înclinație de 4,4° în raport cu ecliptica.